# Jocoro
Jocoro è un comune del dipartimento di Morazán, in El Salvador.